# Phenylgermaniumtrichlorid
Phenylgermaniumtrichlorid ist eine chemische Verbindung aus der Gruppe der germaniumorganischen Verbindungen.

## Gewinnung und Darstellung
Phenylgermaniumtrichlorid kann durch Reaktion von Germanium(IV)-chlorid mit dem Grignard-Reagenz Phenylmagnesiumbromid oder durch Konproportionierung mit Tetraphenylgermanium bei 350 °C oder durch Reaktion von Phenyliodid mit Caesiumgermaniumtrichlorid gewonnen werden.
{\displaystyle {\ce {2 C6H5BrMg + 2 GeCl4 = 2 Ge(C6H5)Cl3 + MgCl2 + MgBr2}}}
{\displaystyle {\ce {Ge(C6H5)4 + 3 GeCl4 -> 4 Ge(C6H5)Cl3}}}
{\displaystyle {\ce {C6H5I + CsGeCl3 -> Ge(C6H5)Cl3 + CsI}}}

## Eigenschaften
Phenylgermaniumtrichlorid ist eine farblose Flüssigkeit mit einem Flammpunkt von 113 °C.

## Verwendung
Durch Reaktion mit Tetraphenylgermanium in Gegenwart von Aluminiumchlorid kann Diphenylgermaniumdichlorid gewonnen werden.